# لهجة حضرمية
يمكن تقسيم لهجة حضرموت في جنوب الجزيرة العربية إلى لهجة الوادي ولكنة الساحل واللهجات البدوية المختلفة (مثل اللهجة الضنية). فلهجة الوادي هي لسان سكان المدن ولها خصائصها الصوتية والصرفية والنحوية وفيها بعض المفردات التي جاءت من تأثير الهجرة إلى جنوب شرقي آسيا وشرق أفريقيا. ولكنة ساحل حضرموت وفيها بعض المفردات من تأثير الهجرة إلى الهند. وهناك لهجة أهل الصحراء يتكلمون اللهجات البدوية وسكان الهضبة ايضاً. كما توجد في الحضرمية عامة بعض المفردات التي تعود إلى المرحلة الاستعمارية البريطانية وقد بدأت هذه المفردات الدخيلة على اللهجة في الداخل والساحل في الاختفاء نتيجة للتغيرات الاجتماعية والاقتصادية في المنطقة.

## النظام الصوتي لِلَكْنَة الحضرمية
تتميز اللهجة الحضرمية بخصائص معينة منها قلب الجيم ياء في بعض مدن وقرى الساحل. أما في وادي دوعن وبعض المدن الأخرى فإن الجيم تنطق صوتاً غارياً انفجارياً مجهوراً أو جيماً معطشة. كما تنطق القاف صوتاً حنكياً انفجارياً مجهوراً. أما الضاد والظاء فقد دمجا في صوت واحد هو الظاء في حضرموت الداخل. كما دمجا في الضاد في حضرموت الساحل.

## النظام الصرفي لِلهجة
تتصف اللهجة بخصائص صرفية معينة تميزها عن باقي اللهجات في الجزيرة العربية واللهجات العربية الأخرى. فعلى سبيل المثال، يتأثر كل من ضمير المتكلم المنفصل والمتصل بجنس المتكلم أنا/ ـنا (مذكر) في" أنا طالب"/ "علمنا أستاذي" وأني/ ـني (مؤنث) في "أني طالبة"/"علمني أستاذي"(تتشابه معها بعض دول الخليج مثل البحرين (لهجة بحرانية) حيث تقول الأنثى: أني طالبة). أما ضمير المتكلم المنفصل والمتصل للجمع فهو نحنا (للجنسين) فحين نقول في الفصحى" نحن أبناء عمر"، نقول في الحضرمية "نحنا أبناء عمر". أما الصيغ الصرفية للفعل فهي الأخرى تختلف عن الفصحى في جوانب كثيرة. فصيغة تفاعل على سبيل المثال يمكن إمالة الألف فيها إلى تفيعل ويؤدى ذلك إلى تَغَيُّر في المعنى كما هو الحال في الأفعال "شردوا" (هربوا) و" تشاردوا" (هربوا، واحداً وراء الآخر) و" تشيردوا" (تهربوا).كما تشيع في اللهجة صيغ المبالغة والتكرار، شأنها شأن بعض اللهجات العربية الجنوبية الحديثة والأثيوبية. فافعل كسر على سبيل المثال يمكن استخدامه في صيغة فَوعل للمبالغة كما في "كوسر في اللعب" (لعب بعنف - في كرة القـدم) والصيغة المُصَحَّفَة التكرارية فَعْوَل كـما في كسْوَر في عبارة "كسور من الضحكات (أطلق سـلسلة من الضحـكات).
كذلك نزيد عن السؤال بالفصحى «ماذا بك؟» تقال للرجل «إيه بك» وللأنثى «إيه بش» (مع إخفاء الهاء في إيه).
وأيضاً ضمير المستقبل «سوف (سوف ليست ضمير هي حرف غير عامل. يختص بالفعل المضارع ويخلصه للمستقبل)» يستخدم بدلاً عنه «با..» في بداية العبارة مثلاً «سيصبح/سيكون لك..» تقال للرجل «بايقع لك..» وللأنثى «بايقع لش..». أو «سنفعل» تقال: «بانسوي/بانلقي..».
وفي الترحيب حين قولك بمرحبا يقول الحضارمة «حيابك/حيابكم».

## المعجم
تزخر اللهجة الحضرمية بالكثير من المفردات الفصيحة القديمة التي لا توجد في الفصحى المعاصرة أو اللهجات العربية الأخرى. كما تشترك مع العربية الجنوبية في كثير من المفردات. ونتيجة لعلاقة الحضارم بجنوب شرق آسيا وشرق ووسط وغرب أفريقيا، يزخر قاموس اللهجة بالكثير من المفردات الأجنبية. إلا انه بتوقف الهجرة إلى تلك البلاد في العقود الأخيرة، بدأت تلك المفردات في الاختفاء وخصوصا في اللهجة المحكية.